# Sant Joan dels Arcs
Sant Joan dels Arcs és un antic municipi que apareix documentat el 1194 en una butlla de Celestí III i que forma part dels actuals Vinyols i els Arcs i Cambrils.
En un començament Els Arcs formaven part de la meitat del terme de Cambrils donat el 1152 per Ramon Berenguer IV a Ponç de Regomir, i aquest últim donà una part del feu a Ramon dels Arcs. Va dependre durant un temps de la baronia d'Alforja, quan Bernat dels Arcs es casà amb Romeva de Gavagou, hereva de la senyoria d'Alforja, i més tard al monestir de Bonrepòs quan Pere dels Arcs va deixar el poble en testament a la seva germana, o potser filla, abadessa del monestir. La crisi demogràfica del segle XIV va fer que el poble desaparegués gairebé per complet, quedant unit al de Vinyols mitjançant una concòrdia firmada el 1339. Però durant anys, fins al segle xviii, Cambrils pledejà amb Vinyols, que comptava amb el suport del bisbe de Tarragona, per la possessió dels Arcs. Es creu que la denominada Font Coberta, vora el mar i enclavada dins del terme de Cambrils, és el darrer vestigi de l'antic nucli dels Arcs.